# اوقات فراغت (فیلم)
اوقات فراغت (انگلیسی: Timepass) فیلم درام عاشقانه هندی مراتی-زبان است که در سال ۲۰۱۴ منتشر شد و کارگردانی آن را راوی جادهاو بر عهده داشت. قسمت دوم این فیلم با نام اوقات فراغت ۲ در روز ۱ مهٔ ۲۰۱۵ اکران گردید. قسمت سوم این فیلم با عنوان اوقات فراغت ۳ در سال ۲۰۲۲ منتشر شد. فیلم اوقات فراغت ۳، در روز ۲۹ ژوئیه ۲۰۲۲ اکران شد.